# Pilosocereus chrysostele
Pilosocereus chrysostele là một loài thực vật có hoa trong họ Cactaceae. Loài này được (Vaupel) Byles & G.D.Rowley miêu tả khoa học đầu tiên năm 1957.

## Hình ảnh

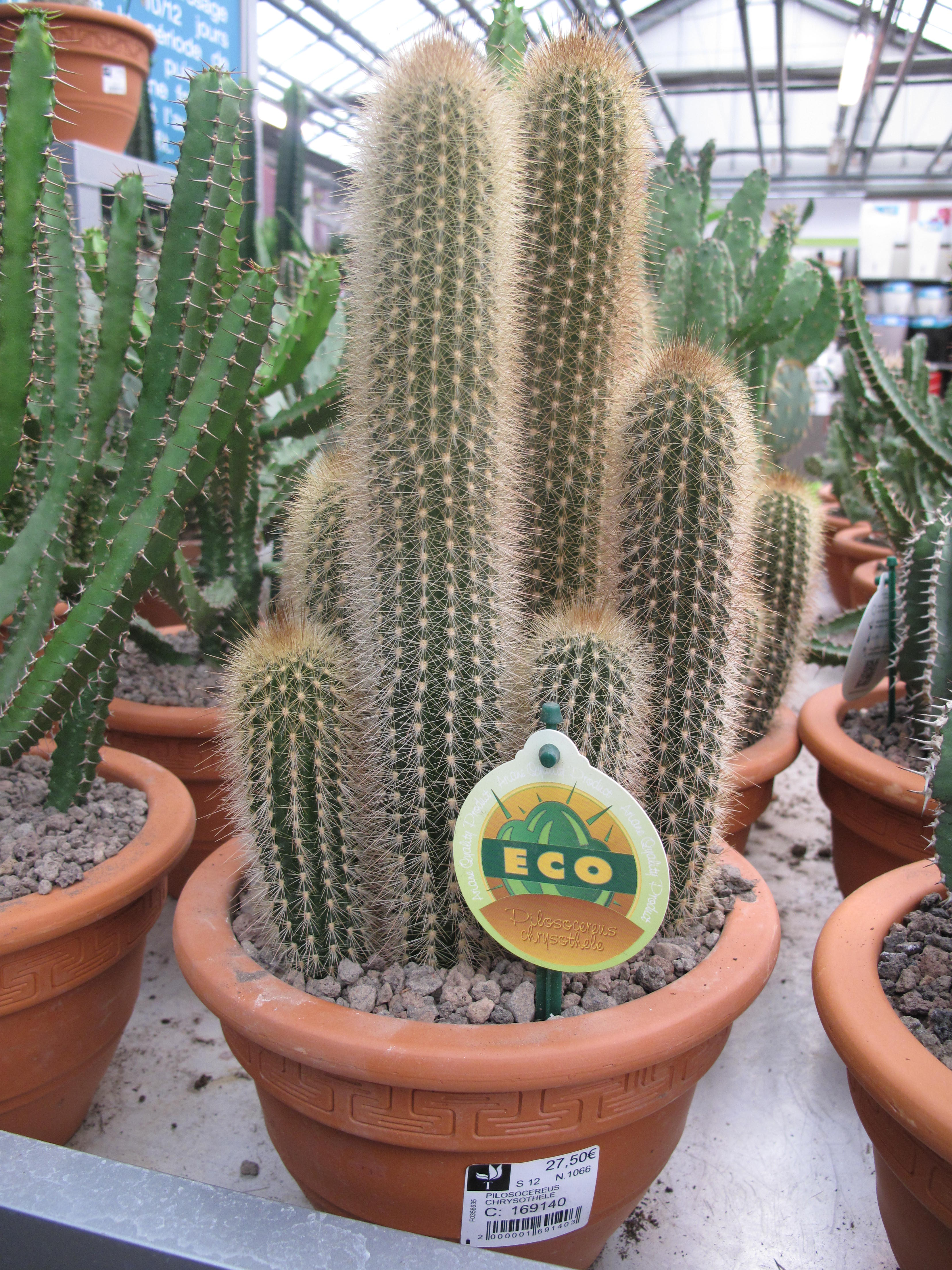